# Felix Schmerbeck
Felix Schmerbeck (* 1990 in Coburg) ist ein deutscher Filmeditor, der für seine Arbeit an Produktionen wie You Are Wanted, 1899, Girl You Know It’s True und Alter Weißer Mann bekannt ist.

## Werdegang
Schmerbeck arbeitet seit 2012 in Berlin als Editor.
Sein erster Kinofilmbeitrag erfolgte 2017 mit Whatever Happens.
Er arbeitete unter anderem an den Amazon-Prime-Produktionen You Are Wanted und FC Bayern – Behind the Legend sowie die Netflix-Serie 1899.
Neben fiktionalen Stoffen bearbeitete Schmerbeck auch dokumentarische Inhalte und wirkte mit an der Langzeit-Dokumentation Los Cuatro Vientos, die über mehrere Jahre hinweg realisiert wurde.
Girl You Know It’s True von Simon Verhoeven markiert Schmerbecks erstes internationales Kinofilmprojekt. Eine weitere Zusammenarbeit mit Verhoeven erfolgte 2024 mit Alter weißer Mann.

## Filmografie
- 2016: Volltreffer
- 2017: Whatever Happens
- 2017: Abi ’97 – gefühlt wie damals
- 2018: You Are Wanted
- 2020: Die Läusemutter
- 2020: Anna Konda: Female Fight Club Berlin
- 2021: Los Cuatro Vientos
- 2021: FC Bayern – Behind the Legend
- 2022: 1899
- 2023: Girl You Know It’s True
- 2024: Alter weißer Mann